# Yoshie Kasajima
Yoshie Kasajima (笠嶋 由恵, 12 de maig de 1975) és una exfutbolista japonesa.

## Selecció del Japó
Va debutar amb la selecció del Japó el 1999. Va disputar 24 partits amb la selecció del Japó.

## Estadístiques
| Selecció del Japó | Selecció del Japó | Selecció del Japó |
| Anys              | Partits           | Gols              |
| ----------------- | ----------------- | ----------------- |
| 1999              | 5                 | 1                 |
| 2000              | 5                 | 0                 |
| 2001              | 9                 | 2                 |
| 2002              | 5                 | 1                 |
| Total             | 24                | 4                 |